# Візьми свого собаку на роботу
Візьми свого собаку на роботу (англ. Take Your Dog to Work Day) — акція, започаткована Pet Sitters International і вперше відзначена в 1999 році.
Метою акції є заохотити підприємства дозволити своїм працівникам прийти на роботу зі своїм собакою хоча б в одну п'ятницю кожен рік. Це сприяє пошуку нових господарів для собак з притулків, рятувальних груп та гуманістичних товариств, розвитку сприятливої для собак інфраструктури, пропагує дружні умови для домашніх улюбленців в офісах.

## Акція в Україні
Акції відбуваються щороку в Канаді, Австралії, Новій Зеландії, Ізраїлі, Україні та інших країнах.
Вперше в Україні акція відбулася у 2013 році з ініціативи бренду КЛУБ 4 ЛАПИ та компанії «Кормотех». Спершу долучалися місцеві компанії Львова. З кожним роком зростає інтерес не лише господарів, а й роботодавців до такого дійства. У 2018-му акція відбулась вшосте, до проекту приєдналися понад 250 компаній з 53 міст України. Організатори переконані, що ця ініціатива змінює статус собак у суспільстві і розвиває дружню до тварин інфраструктуру в Україні.
Недавно у всеукраїнського свята з'явилась своя айдентика та вебсайт. У 2019 році акцію планували провести 21 червня.